# Clusiaceae
Las clusiáceas (Clusiaceae) también llamadas gutíferas (Guttiferae), son una familia de plantas que comprende unas 1200 especies en una ciencuentena de géneros. Son por lo general árboles o arbustos, con savia lechosa y frutos en forma de cápsula.

## Descripción
Son árboles o arbustos, de hábitos terrestres o epífitas, generalmente con látex de color blanco o amarillo o con savia clara a anaranjado brillante y resinosa; plantas dioicas o hermafroditas. Hojas opuestas o raramente alternas, enteras y simples, glabras o con tomento inconspicuo aplicado, nervios laterales pinnados y generalmente paralelos; generalmente pecioladas y exestipuladas, algunas con estructuras peciolares axilares parecidas a lígulas. Inflorescencias terminales o axilares, panículas (cimosas), racimos, fascículos o las flores solitarias, actinomorfas, frecuentemente 4–5-meras, bracteadas; perianto generalmente diferenciado en sépalos y pétalos, flores estaminadas a veces con un ovario reducido, flores pistiladas casi siempre con estaminodios en diferentes estadios de desarrollo; estambres pocos a numerosos, anteras introrsas y con dehiscencia longitudinal, a veces poricida; ovario súpero, 1–20-locular, óvulos 1–numerosos por lóculo, placentación axial o raramente basal, estigmas 1–20, sésiles o elevados sobre los estilos. Fruto una cápsula seca o carnosa, drupa o baya; semillas frecuentemente ariladas o con una testa carnosa.

## Géneros
Según APWeb
- Allanblackia Bentham
- Androstylium Miq. = Clusia L.
- Asthotheca Miers ex Planchon & Triana = Clusia L.
- Astrotheca Vesque = Clusia L.
- Balboa Planchon & Triana = Chrysochlamys Poeppig
- Cambogia L. = Garcinia L.
- Chrysochlamys Poepp.
- Clusia L.
- Clusianthemum Vieill. = Garcinia L.
- Cochlanthera Choisy = Clusia L.
- Decaphalangium Melchior = Clusia L.
- Dystovomita (Engler) D'Arcy
- Garcinia L.
- Havetia Kunth = Clusia L.
- Havetiopsis Planchon & Triana = Clusia L.
- Lorostemon Ducke
- Montrouziera Planchon & Triana
- Moronobea Aublet
- Ochrocarpos Thouars = Garcinia L.
- Oedematopus Planchon & Triana = Clusia L.
- Oxycarpus Loureiro = Garcinia L.
- Oxystemon Planchon & Triana = Clusia L.
- Pentadesma Sabine
- Pentaphalangium Warb. = Garcinia L.
- Pilosperma Planchon & Triana = Clusia L.
- Platonia Martius
- Quapoya Aublet = Clusia L.
- Renggeria Meisn. = Clusia L.
- Rengifa Poepp. & Endl. = Clusia L.
- Rheedia L. = Garcinia L.
- Septogarcinia Kostermans = Garcinia L.
- Symphonia L. f.
- Thysanostemon Maguire
- Tovomita Aublet
- Tovomitidium Ducke = Tovomita Aublet
- Tovomitopsis Planchon & Triana
- Tripetalum K. Schum. = Garcinia L.
- Tsimatimia Jumelle & H. Perrier = Garcinia L.
- Xanthochymus Roxb. = Garcinia L.